# یابنده صاحبه
یابنده صاحبه یا هر کی هر چی پیدا کنه مال خودشه (به انگلیسی: Finders, keepers) ضرب‌المثلی است با این فرض که وقتی چیزی بدون صاحب یا رها شده‌است و کسی آن را اول پیدا کند می‌توانید ادعای مالکیت آن را کند. این اصطلاح مربوط به قانون روم باستان با معنی مشابه و بیان شده به شکل‌های مختلف در طول قرن هاست.